# Norman Angell
Ralph Norman Angell Lane (Holbeach, 26 de dezembro de 1872 — Croydon, 7 de outubro de 1967) foi um escritor e político britânico.
Em 1910 escreveu o livro "The Great Illusion" (A Grande Ilusão) no qual defendeu que, perante a interdependência econômica global (especialmente entre as grandes potências) e a situação de as verdadeiras fontes de riqueza que envolvem o comércio internacional não poderem ser controladas, a guerra empreendida para obter vantagem material é inócua e sem sentido:
- "É absolutamente certo - e até os militaristas (...) o admitem - que a tendência natural do homem médio seja se afastar cada vez mais da guerra." ("The Great Illusion: A study of the relations of military power in nations to their economic and social advantage", London:William Heinemann, 1910, p. 301)

Curiosamente, apenas quatro anos depois, rebentaria o pior evento bélico visto até então: a Primeira Guerra Mundial.
Foi condecorado com o Nobel da Paz de 1933, membro do comité executivo da Liga das Nações e do Conselho Nacional da Paz.